# نادي بارو
نادي بارو هو نادي كرة قدم انجليزي أٌسس عام 1901. يلعب النادي في دوري الدرجة الثانية الإنجليزي.